# Ateny
Ateny jsou obec v Podleském vojvodství na severovýchodě Polska nedaleko hranic s Litvou v okrese Augustov. Tato vesnice spadá pod obec Nowinka. U vsi se nachází čisté jezero Blizno. Je to jedno z polských letovisek, kam směřují polští turisté za rekreací. V této obci se nachází obchod a bar Blizno.